# Teatro da Vertigem
Le Teatro da Vertigem (Théâtre du Vertige) est une compagnie de théâtre brésilienne créée en 1991 et ayant comme projet de mener des recherches expérimentales sur le langage.
La troupe a concrétisé ses recherches avec la naissance de la pièce O Paraíso Perdido (Le Paradis perdu), en 1992. Elle s’est affirmée, tout en étant largement récompensée, comme une compagnie innovante en termes de langage et, surtout, concernant les lieux de représentation de ses spectacles. Sa thématique fondamentale se concentre sur le débat entre l’homme moderne et l’homme religieux, ainsi que sur les conséquences morales, éthiques et psychologiques de ce débat.

## Historique
Les premiers pas du Théâtre du Vertige ont commencé en 1991 avec des expérimentations basées sur la mécanique classique et appliquées au mouvement d’expression des acteurs. Cette recherche a mobilisé un répertoire de textes qui fut concrétisé de manière artistique et esthétique avec O Paraíso Perdido - le premier spectacle de la compagnie - élaboré pendant un an dans l’église de Santa Ifigênia de São Paulo. Il est resté à l’affiche durant huit mois consécutifs, avant d’être joué dans des festivals nationaux.
Cherchant de nouvelles directions, et alors davantage focalisée sur l’utilisation d’espaces non conventionnels, la troupe démarre son second projet, O Livro de Jó (Le Livre de Jó), approfondissant non seulement les possibilités scéniques de ce type d’espace, c’est-à-dire l’exploration et l’utilisation d’objets et matériaux du lieu, ainsi que les transformations de la dramaturgie, de la direction, de la scénographie, de l’éclairage et de l’interprétation. Le spectacle s’est joué en 1995 à l’hôpital Humberto Primo de São Paulo, puis à Curitiba, Bogota (en Colombie), Porto Alegre, Rio de Janeiro, ainsi qu’au Danemark, durant le Festival des Arts de Aarhus, où la compagnie a réalisé une démonstration de son processus de travail au sein de la Conférence latino-américaine de théâtre. Le Livre de Jó fut le premier spectacle brésilien à représenter le Brésil lors du 3e Festival international de théâtre Anton Tchekhov à Moscou, pour la célébration du centenaire de ce lieu culturel.
Durant cette même période, le Théâtre du Vertige a initié ses travaux de recherche concernant le spectacle suivant, le projet Apocalypse, en faisant appel à un processus collaboratif. Apocalypse 1,11 fut officiellement joué dès le 14 janvier 2000 dans l’ancienne Prison de l’Hippodrome (Presidio do Hipodromo) de São Paulo, puis s’est exporté à Lisbonne (Portugal) - à travers la Fondation Calouste-Gulbenkian, à Curitiba et à Rio de Janeiro où le spectacle s’est tenu dans l’ancien bâtiment du Département d’Ordre Politique et Social (DOPS). La pièce fut également présentée à Londrina (État du Paraná), à Cologne en Allemagne et à Wrocław, en Pologne.
Après la réalisation de ce troisième spectacle, la Trilogie biblique est créée. Pour célébrer ses dix ans d’existence, la troupe a présenté les trois spectacles réunis au Festival de théâtre de São José do Rio Preto en 2002 et à São Paulo, avec l’aide de Brasil Telecom et de l’apparition de la Loi de développement de la culture.
De mai à juin 2003, en partenariat avec le Patrimoine historique et le Secrétariat municipal de la culture, le Théâtre du Vertige a organisé ses premières portes ouvertes au public en général, ainsi qu’une programmation trimestrielle avec des ateliers d’interprétation, d’éclairage, de conférence, de spectacles théâtraux, de musique, de débats, le tout avec une entrée gratuite. Au-delà de ces activités, la compagnie a développé les répétitions, les études et les réunions de préparation de leur projet suivant : BR3 : Brasilândia - Brasília - Brasiléia.
L’année suivante, avec l’aide de la Loi de développement du théâtre pour la ville de São Paulo, la troupe a commencé les recherches à Brasilandia (dans l’état de São Paulo) et a tenu à développer des ateliers gratuits visant les habitants de la région. Au travers de cette action continue, la compagnie souhaite effectuer un travail de sensibilisation pour les projets artistiques et sociaux de la ville.
En juillet 2004, dans la continuité de ses recherches, la compagnie a franchi la seconde étape de son développement en parcourant le pays et en participant à des rencontres, des conférences et en animant des ateliers.
En 2005, le LOT, une association culturelle péruvienne pour la recherche théâtrale multidisciplinaire, sous la direction de Carlos Cueva et d’un groupe de jeunes artistes venant de différents corps de métiers, a convié le Théâtre du Vertige à participer au projet Zona Fronteriza (Zone frontalière). Ensemble, ils ont mis au jour une initiative artistique dans un bâtiment déserté situé dans le centre de Lima, au Pérou.
À son retour, le Théâtre du Vertige reprend le projet BR3, en plus d’une initiative inédite, en partenariat avec l’entreprise Petrobras, et joue le spectacle en février 2006 au Rio Tietê, à São Paulo, dont la représentation se termine précocement, soit seulement deux mois après ses débuts.
Avec l’invitation de l’Institut Itaú Cultural, la troupe a participé à l’exposition Primeira Pessoa (Première Personne) avec la mise en scène et l’interprétation de Subtextos, fêtant ainsi les quinze ans d’existence de la compagnie.
La frustration engendrée face à l’impossibilité de continuer la saison de BR3 a ouvert une nouvelle possibilité de recherche. En août 2006, la compagnie a été conviée par l'Ambassade de France au Brésil pour participer à un hommage au dramaturge Jean-Luc Lagarce au Théâtre Laboratorio. Après la lecture de certains de ces textes, le metteur en scène Antônio Araújo a choisi de monter História de Amor (Histoire d'amour), autour de trois acteurs reprenant le contenu abordé par l’œuvre. Cette recherche autour de la langue est devenue primordiale pour le groupe et la possibilité de mener une étude interprétative tripartite est apparue avec la réalisation d’une pièce ne prétendant pas être spectaculaire. La représentation de ce travail a débuté en janvier 2007, suivie par une exposition sur la trajectoire des quinze années de la troupe à la Galerie Olido de São Paulo. Le spectacle est resté à l’affiche au Théâtre Cacilda Becker, au Théâtre Joao Caetano, puis aux festivals de São José do Rio Preto, Rio de Janeiro, Brasilia, Recife et São Luís.
En octobre 2007, la compagnie a repris le spectacle BR3 - cette fois-ci dans la baie de Guanabara - transposant les décors réalisés au Rio Tietê dans un nouveau cadre, adaptant ainsi le spectacle aux dimensions gigantesques de la baie.
Durant la représentation de BR3 à Rio de Janeiro, le Théâtre du Vertige a démarré des nouvelles recherches avec l’intention de développer des expérimentations ayant comme objectif de faire dialoguer performances et manifestations artistiques urbaines. Dans le même temps, les rencontres théoriques et pratiques ont permis la réalisation d’une vidéo-spectacle nommée Exercicio 1, joué aux côtés de comédiens locaux.
Alors que la saison carioca se termine, les études théoriques et pratiques sur les performances et manifestations artistiques se poursuivent. En janvier 2008, la troupe présente son second spectacle, Le Livre de Jó, à Santiago du Chili. À son retour, et tout en continuant ses recherches, se basant cette fois sur la philosophie, la compagnie a commencé un projet d’échange artistique avec deux autres troupes de théâtre : le LOT (de Lima, au Pérou) et la compagnie Zikzira (de Belo Horizonte, au Brésil). De cet échange est née, à partir du texte O Esgotado (L'Épuisé) de Gilles Deleuze, la performance scénique A Última Palavra é a Penúltima (Le Dernier et l'Avant-dernier Mot), jouée dans le passage souterrain de la rue Xavier de Toledo, au centre de São Paulo.
En 2009, l’œuvre Le Château de Franz Kafka a inspiré le nouveau projet de la troupe, Kastelo, joué en 2010 dans l’édifice du SESC, sur l’avenue Paulista. Installé à l’intérieur, le public peut voir, grâce à des baies vitrées, des scènes réalisées à l’extérieur du bâtiment.
Toujours en 2010, après avoir réalisé la version filmée, ainsi qu’un documentaire autour du spectacle BR3, la troupe démarre son nouveau projet ayant pour thème le quartier de Bom Retiro. Parallèlement, le Théâtre du Vertige a mis en scène Mauismo, joué dans le quartier Bela Vista - où est d’ailleurs situé le siège de la troupe - et a également invité de jeunes metteurs en scène en vue de la réalisation du projet Leituras Encenadas (Les Lectures mises en scène).
Au premier semestre 2011, la compagnie poursuit ses recherches sur la mise en scène d’un spectacle autour du quartier Bom Retiro. Dans le même temps, elle réalise le projet Novos Encenadores (Nouveaux metteurs en scène), conviant, là aussi, de jeunes metteurs en scène. Entre juin et juillet 2011, elle monte la pièce Cartas de Despejo (Lettres d’adieu) dans ses locaux, ainsi que le spectacle Cidade Submersa (La Ville submergée), cette fois-ci dans l’ancienne gare routière du quartier Luz, situé dans le centre de Sao Paulo.
En reconnaissance de son utilisation de la ville comme espace scénique, le Théâtre du Vertige reçoit, en juillet 2011, la médaille d’or du meilleur spectacle pour BR3.
En juin 2012, la compagnie joue Bom Retiro 958 métros et occupe les rues du quartier Bom Retiro, ainsi que deux autres lieux : le centre commercial Lombroso et le Théâtre Taib. Le spectacle reste à l’affiche jusqu’en avril 2013. Au second semestre 2012, elle monte, avec l’aide du Théâtre municipal de São Paulo, l’opéra Orfeo e Euridice dans l’espace culturel Praça das Artes.
En 2014, la troupe est conviée par la Commission européenne de la culture à mettre en scène un spectacle, contribuant ainsi au projet Villes en Scène. La pièce, Dire ce qu’on ne pense pas dans des langues qu’on ne parle pas, est l’adaptation d’un texte dramatique écrit par l’auteur brésilien Bernardo Carvalho. Mis en scène par Antônio Araújo, le spectacle a été joué en juin 2014 au Théâtre national de Belgique, à Bruxelles, puis lors du 68e Festival d'Avignon, à l’Hôtel des Monnaies, où il a reçu un accueil mitigé,.
Le dernier spectacle de la compagnie, Patronato 999 métros, est mis en scène par Antônio Araújo. Cette pièce ambulante, directement inspirée de Bom Retiro 958 métros, est jouée jusqu’au 18 janvier 2015 au Barrio Patronato, quartier traditionnel de Santiago du Chili.

## Spectacles
- 1992 : O Paraíso Perdido, de Sérgio de Carvalho
- 1995 : O Livro de Jó, de Luis Alberto de Abreu
- 2000 : Apocalipse 1,11, de Fernando Bonassi
- 2006 : BR-3, de Bernardo Carvalho
- 2007 : História de Amor (Últimos Capítulos), de Jean-Luc Lagarce
- 2008 : A Última Palavra é a Penúltima, inspiré du texte L'Épuisé de Gilles Deleuze
- 2008 : Dido e Enéas, de Henry Purcell
- 2010 : Kastelo, de Evaldo Mocarzel, inspiré du texte de Franz Kafka
- 2010 : Leituras Encenadas, de Michel Vinaver, Bernardo Carvalho, Evaldo Mocarzel, Luís Alberto de Abreu
- 2010 : Mauismo, de Fernando Bonassi
- 2011 : Cidade Submersa
- 2011 : Cartas de Despejo, de Roberto Audio
- 2012 : Bom Retiro 958 Metros, de Joca Reiners Terron
- 2012 : Orfeo e Euridice, de Christoph Willibald Gluck
- 2014 : Dire ce qu'on ne pense pas dans des langues qu'on ne parle pas, de Bernardo Carvalho et Antônio Araújo
- 2014 : Patronato 999 métros, d'Antônio Araújo

## Récompenses

### O Paraíso Perdido
- Prix Spécial APCA (Association Pauliste des Critiques d'Art) dans la catégorie "meilleure recherche sur le langage", 1993.
- Prix APCA dans la catégorie "meilleur éclairage", 1993 – Guilherme Bonfanti et Marisa Bentivegna.
- Prix Shell dans la catégorie "meilleur éclairage", 1993 – Guilherme Bonfanti.
- Prix d'encouragement du Secrétariat de la Culture de l'État de São Paulo pour un spectacle de théâtre joué dans des lieux non conventionnels, 1994.

### O Livro de Jó
- Prix Shell dans la catégorie "meilleur spectacle", 1996.
- Prix Shell dans la catégorie "meilleur metteur en scène" – Antônio Araújo, 1996.
- Prix Shell dans la catégorie "meilleur acteur" – Matheus Nachtergaele, 1996.
- Prix Shell dans la catégorie "meilleur costume" – Fábio Namatame, 1996.
- Prix Shell dans la catégorie "meilleur éclairage" – Guilherme Bonfanti, 1996.
- Prix APCA dans la catégorie "meilleur spectacle", 1996.
- Prix APCA dans la catégorie "meilleur metteur en scène" – Antônio Araújo, 1996.
- Prix APCA dans la catégorie "meilleur éclairage" – Guilherme Bonfanti, 1996.
- Prix Mambembe dans la catégorie "meilleur spectacle", 1996.
- Prix Mambembe dans la catégorie "meilleur metteur en scène" – Antônio Araújo, 1996.
- Prix Mambembe dans la catégorie "meilleur acteur" – Matheus Nachtergaele, 1996.
- Prix APETESP dans la catégorie "meilleur spectacle", 1996.
- Prix APETESP dans la catégorie "meilleur metteur en scène" – Antônio Araújo, 1996.
- Flávio Rangel – FUNARTE, 1998.

### Apocalipse 1,11
- Prix Shell dans la catégorie "meilleur metteur en scène" – Antônio Araújo, 2000.
- Prix Shell dans la catégorie "meilleur éclairage" – Guilherme Bonfanti, 2000.
- Prix Shell dans la catégorie honneur, pour la recherche sur le langage et la dramaturgie, 2000.

### BR3
- 19º Prix Shell SP, 2007
- Prix APCA dans la catégorie "meilleur metteur en scène" - Antônio Araújo, 2007.
- Prix Shell dans la catégorie "meilleur éclairage" - Guilherme Bonfanti, 2007.
- Médaille d'Or pour la Meilleure Réalisation d'une production lors de la Quadriennale de Prague 2011.

### Bom Retiro, 958 Metros
- Prix du Gouverneur de l'État pour la Culture 2012, Catégorie Théâtre, vote populaire, 2013.
- Prix APCA dans la catégorie "meilleur metteur en scène" - Antônio Araújo, 2012.
- Prix Shell dans la catégorie "meilleur éclairage" - Guilherme Bonfanti, 2012.